# قمری شرابی
قمری شرابی (نام علمی: Streptopelia vinacea) نام یک گونه از سرده قمری‌ها است.